# Banyumasan
El banyumasan és usualment considerat un dialecte de l'idioma javanès, és parlat entre 12 i 15 milions de persones i principalment a tres àrees de l'illa de Java: a la regió de Banyumas a l'extrem oest de la província de Java Central, en una àrea dins de la província de Java Occidental i sobre el nord de la província de Banten.